# 卡斯基县

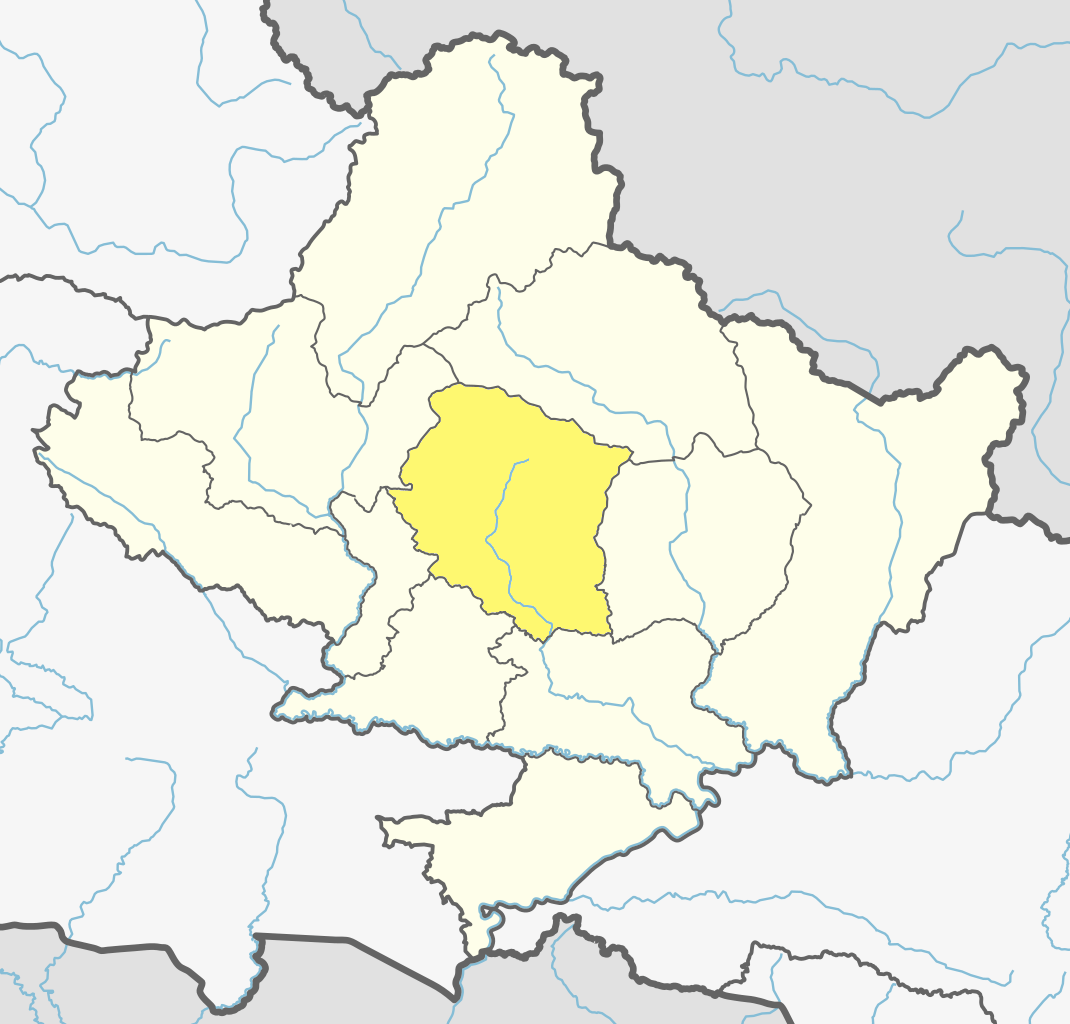
卡斯基縣在尼泊爾甘達基省的位置

卡斯基縣是尼泊爾甘達基省下屬的一個縣，政府位于博克拉市，總面積2,017平方公里，人口約38萬（2001）。
卡斯基縣特別是博克拉市是尼泊爾的旅游勝地，境內可見安纳布尔纳峰的美麗景色。

## 下屬村鎮
Arba Vijaya，
Armala，
Begnas，
Bhachok，
Bhadaure Tamagi，
Bharat Pokhari，
Chapakot，
Dangsing，
Deurali，
Dhampus，
Dhikure Pokhari，
Dhital，
Ghachok，
Ghandruk，
Hansapur，
Hemaja，
Kahun，
Kalika，
Kaskikot，
Kritinachnechaur，
Lahachok，
Lamachaur，
Lekhnath
Lumle，
Lwangghale，
Machhapuchchhre，
Majhthana，
Mala，
Mauja，
Mijuredada，
Namarjung，
Nirmalpokhari，
Parche，
Pokhara，
Pumdibhumdi，
Puranchaur，
Rakhi，
Reevan，
Rupakot，
Saimarang，
Salyan，
Sarangkot，
Sardikhola，
Shisuwa，
Siddha，
Sildujure，
Thumakodada，
Thumki，
Valam

卡斯基县
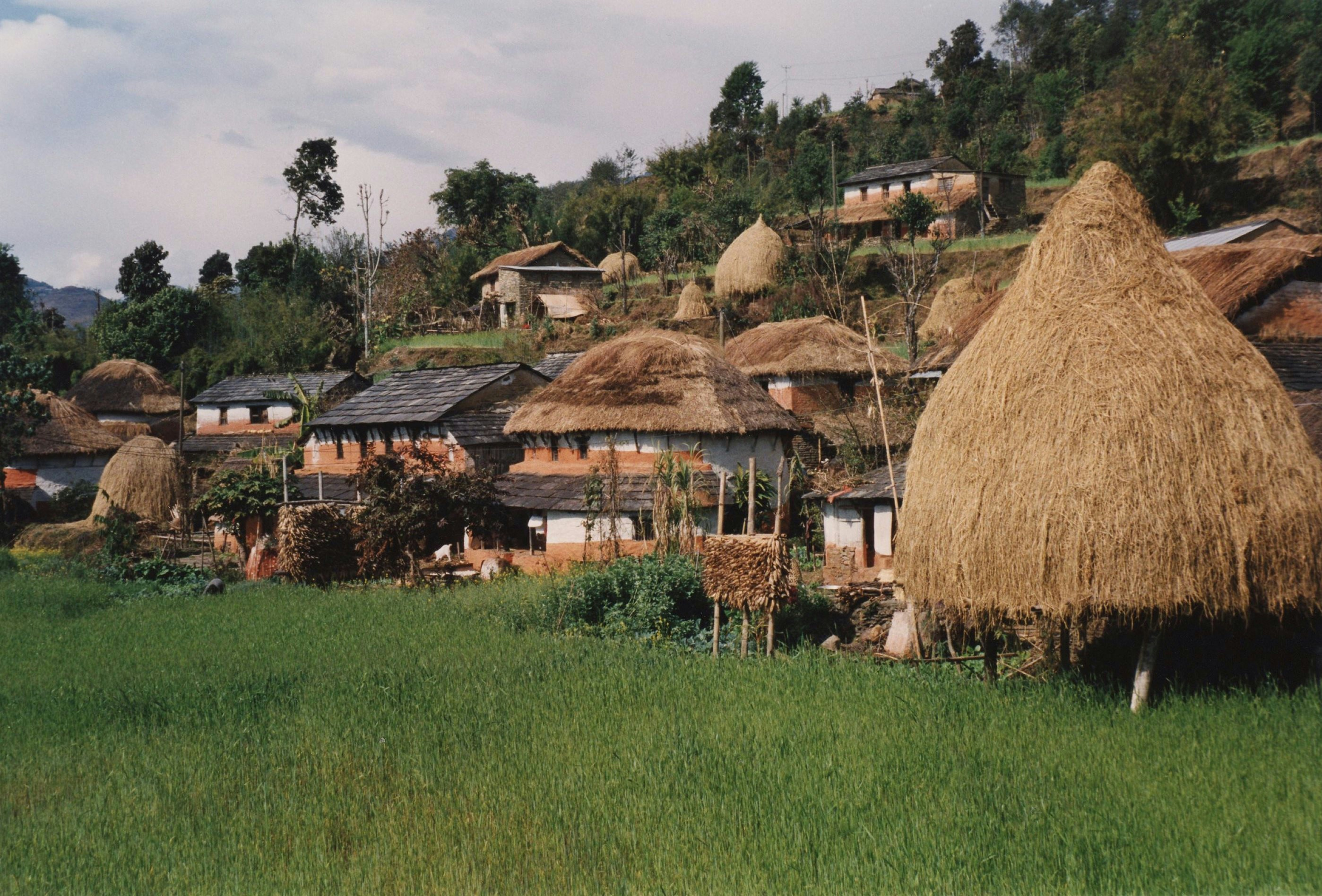
Khare
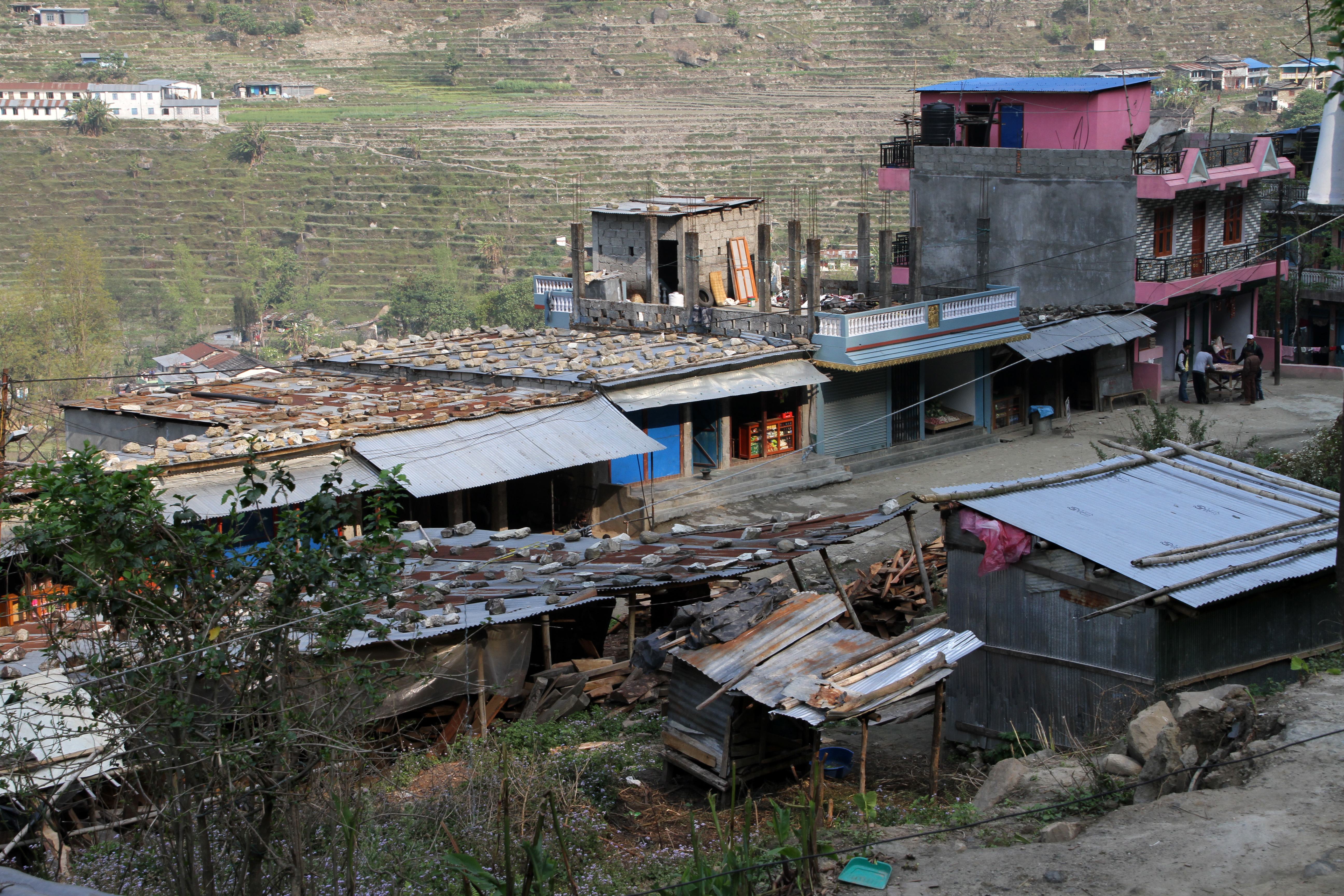
Nayapul
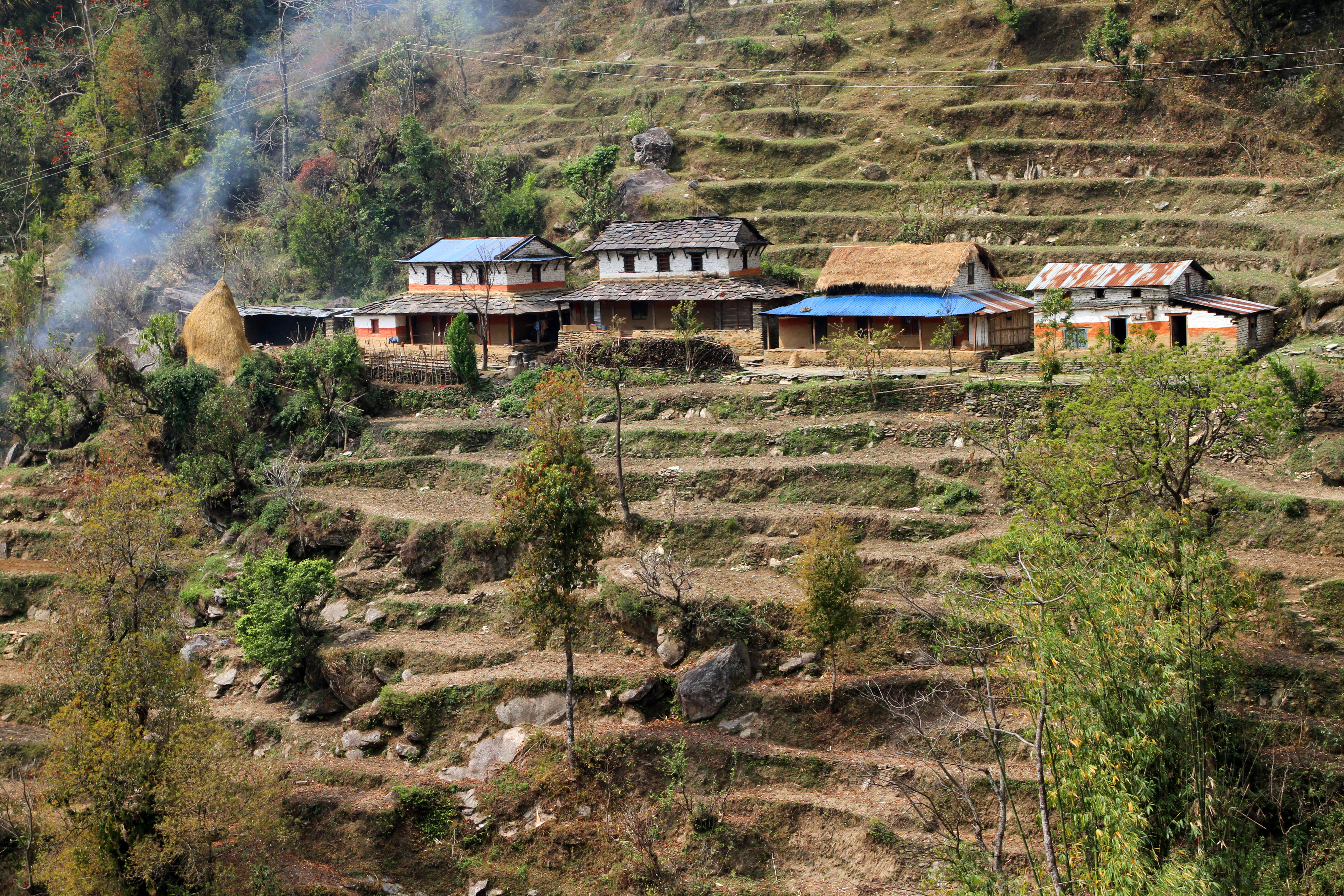
Birethanti
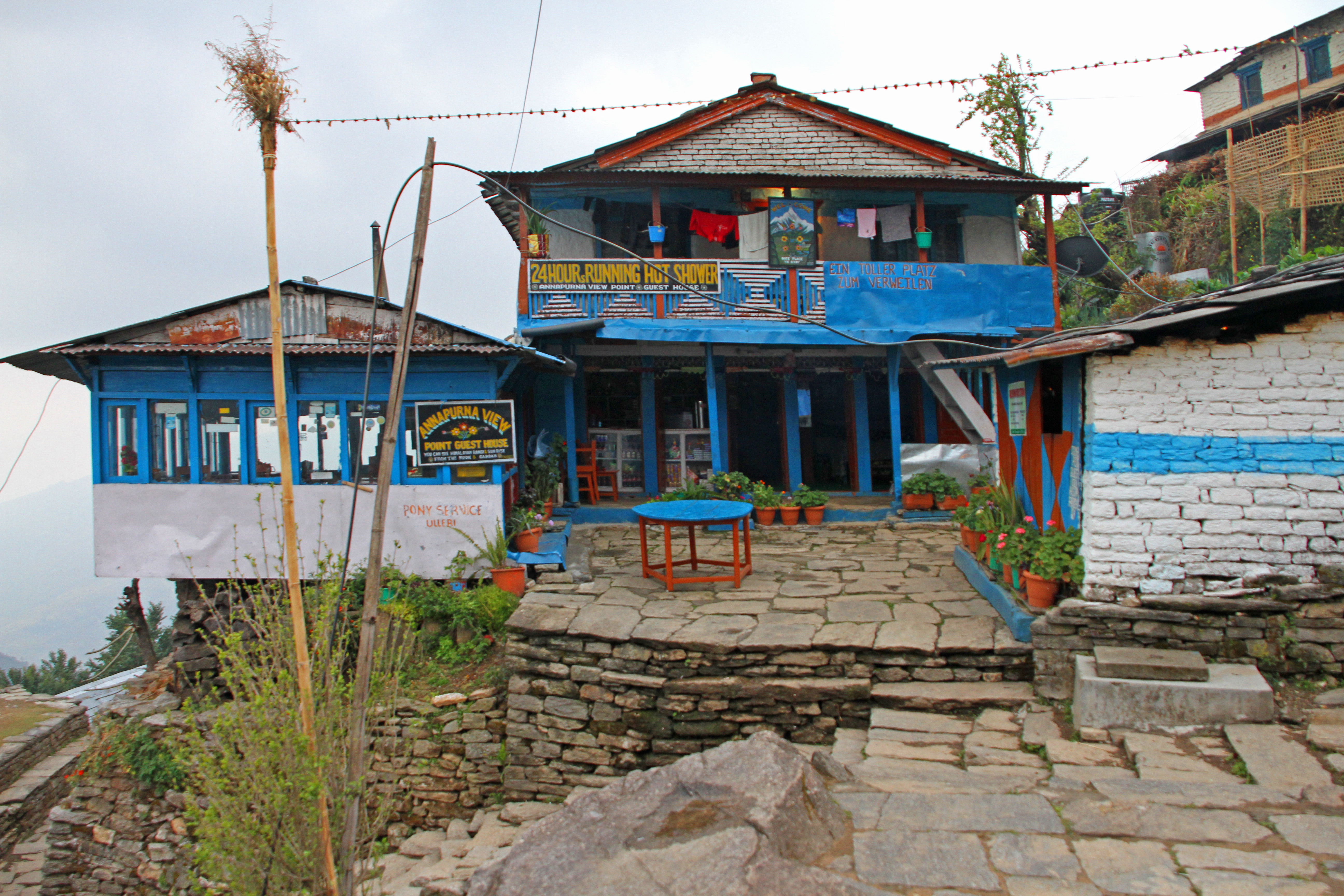
Ulleri
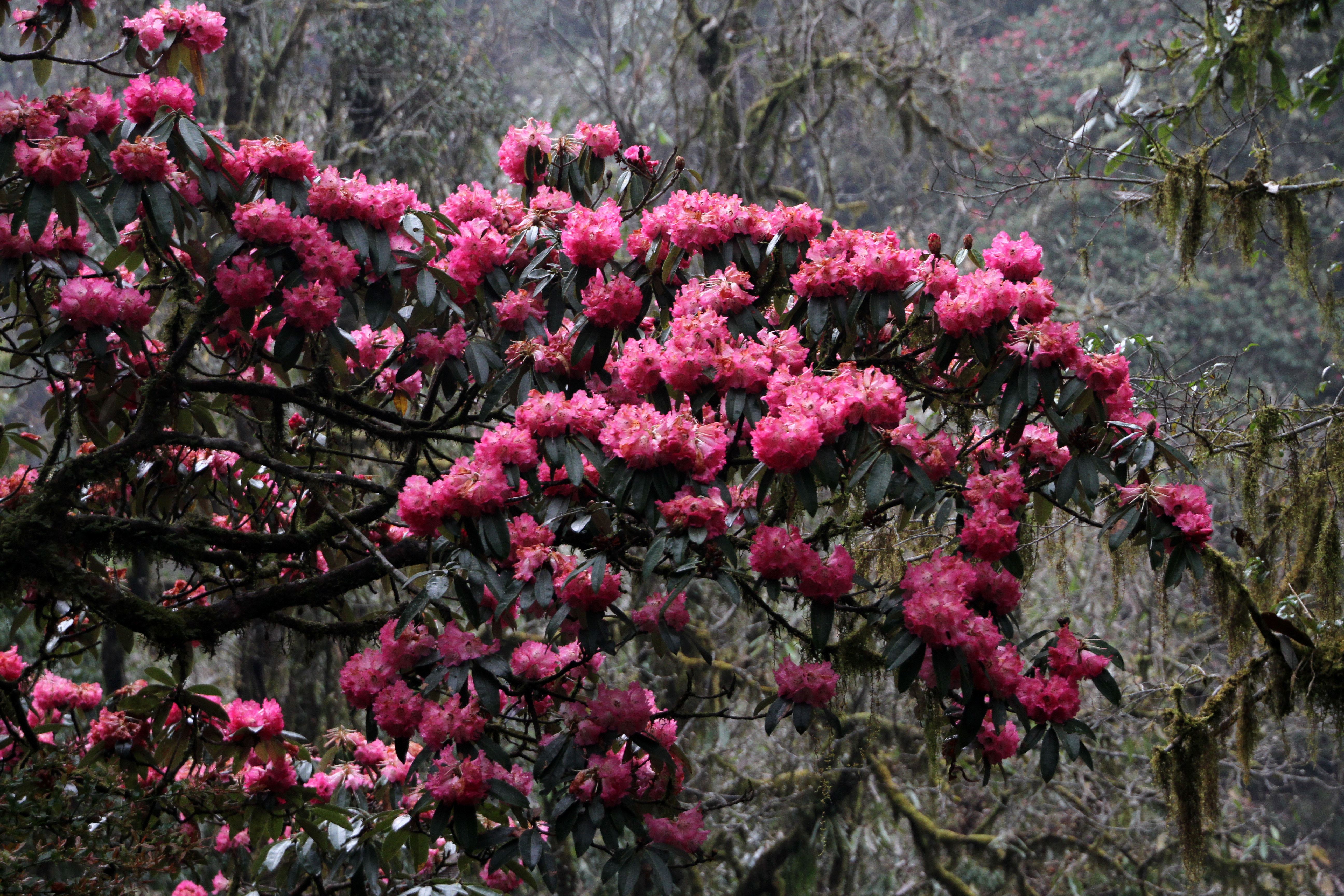
Ulleri to Ghorepani
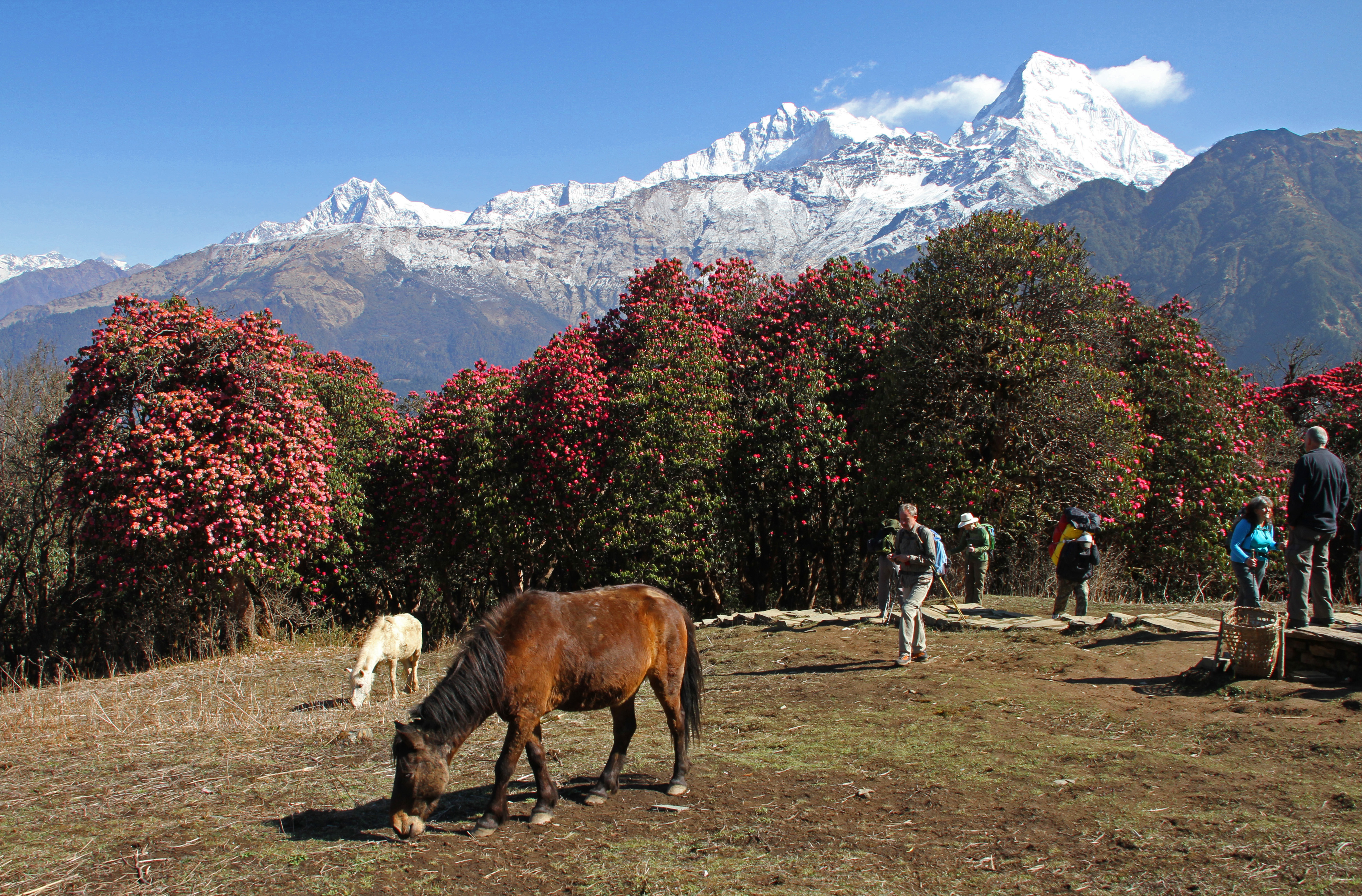
Ghorepani to Tadapani
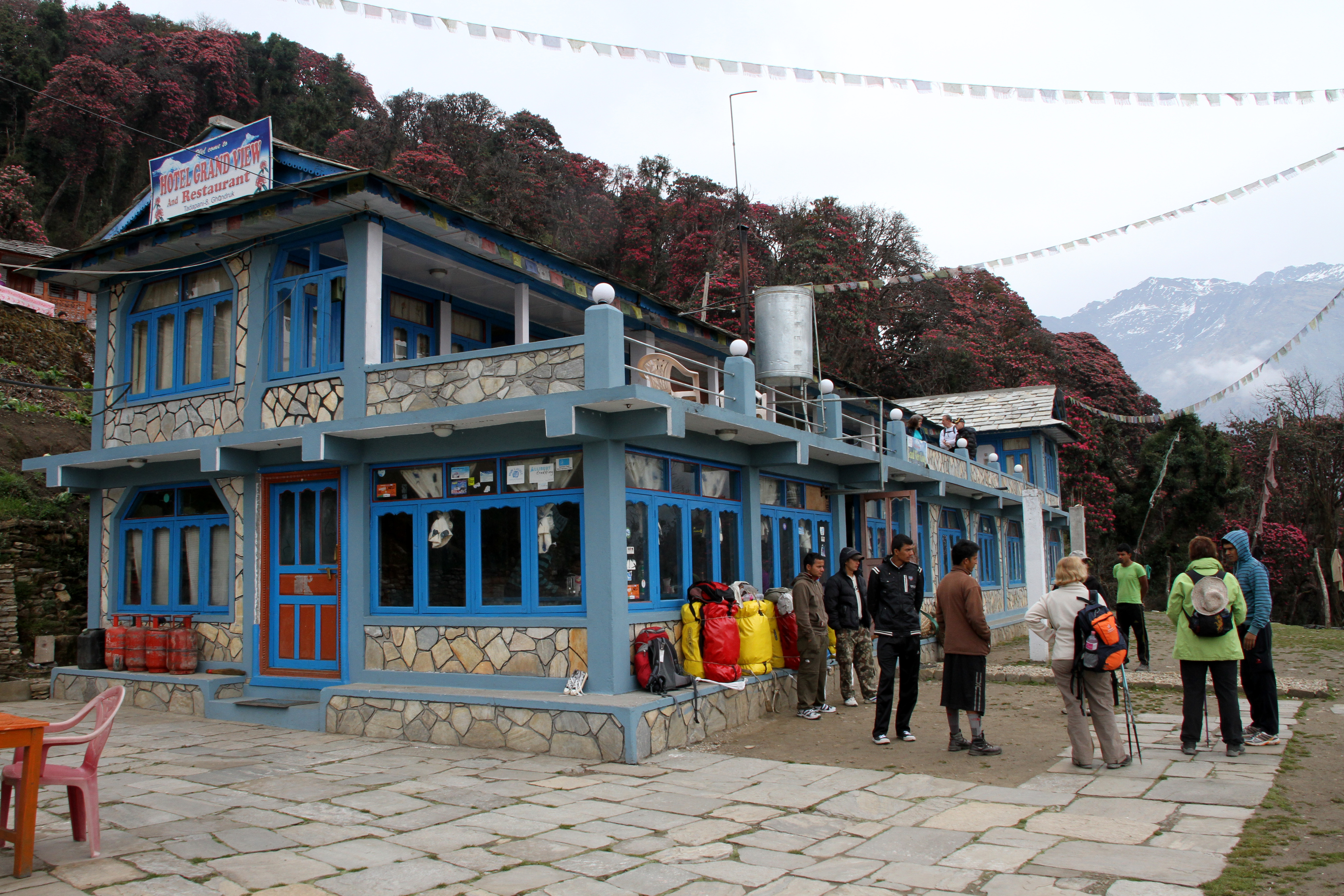
Tadapani
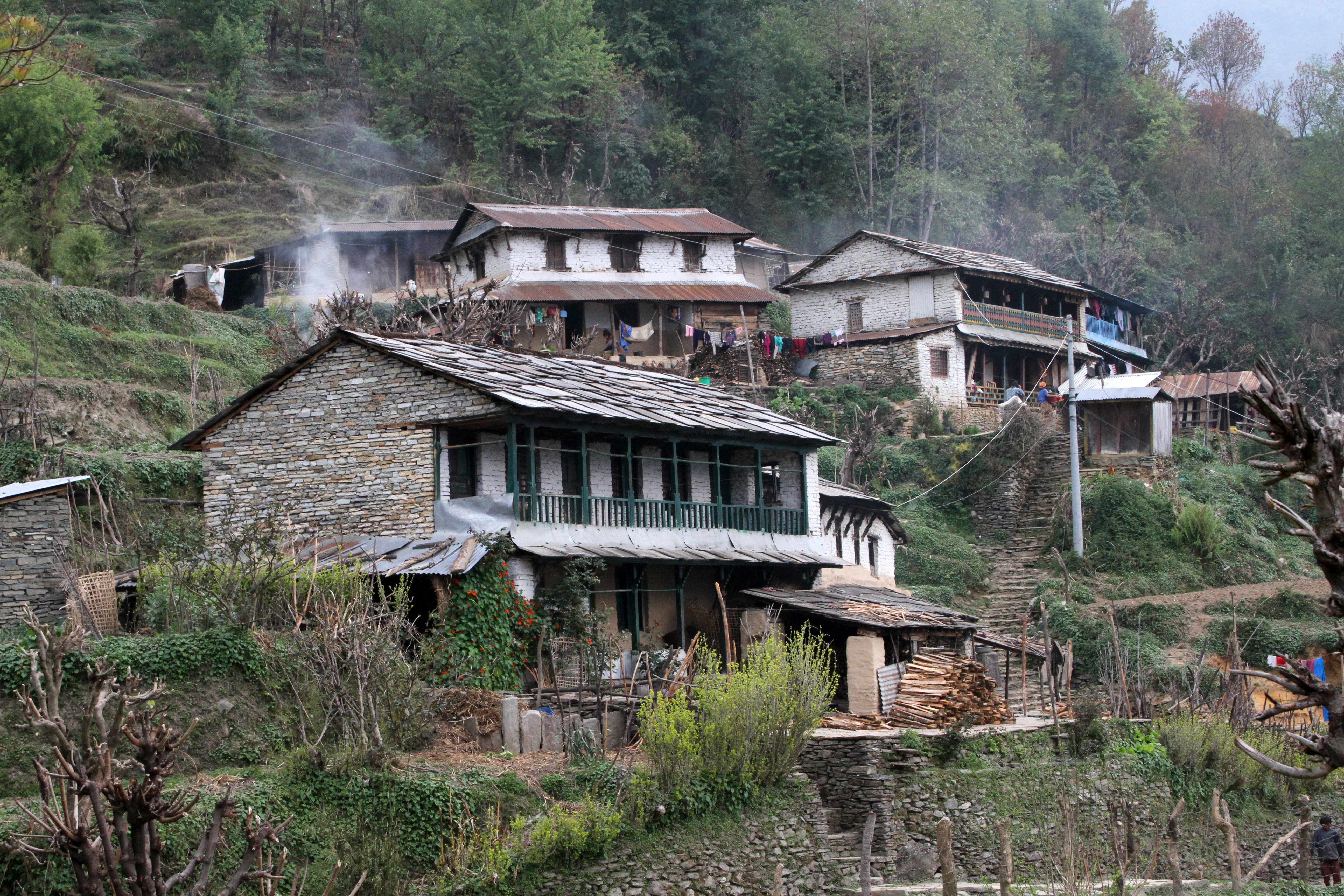
Ghandruk
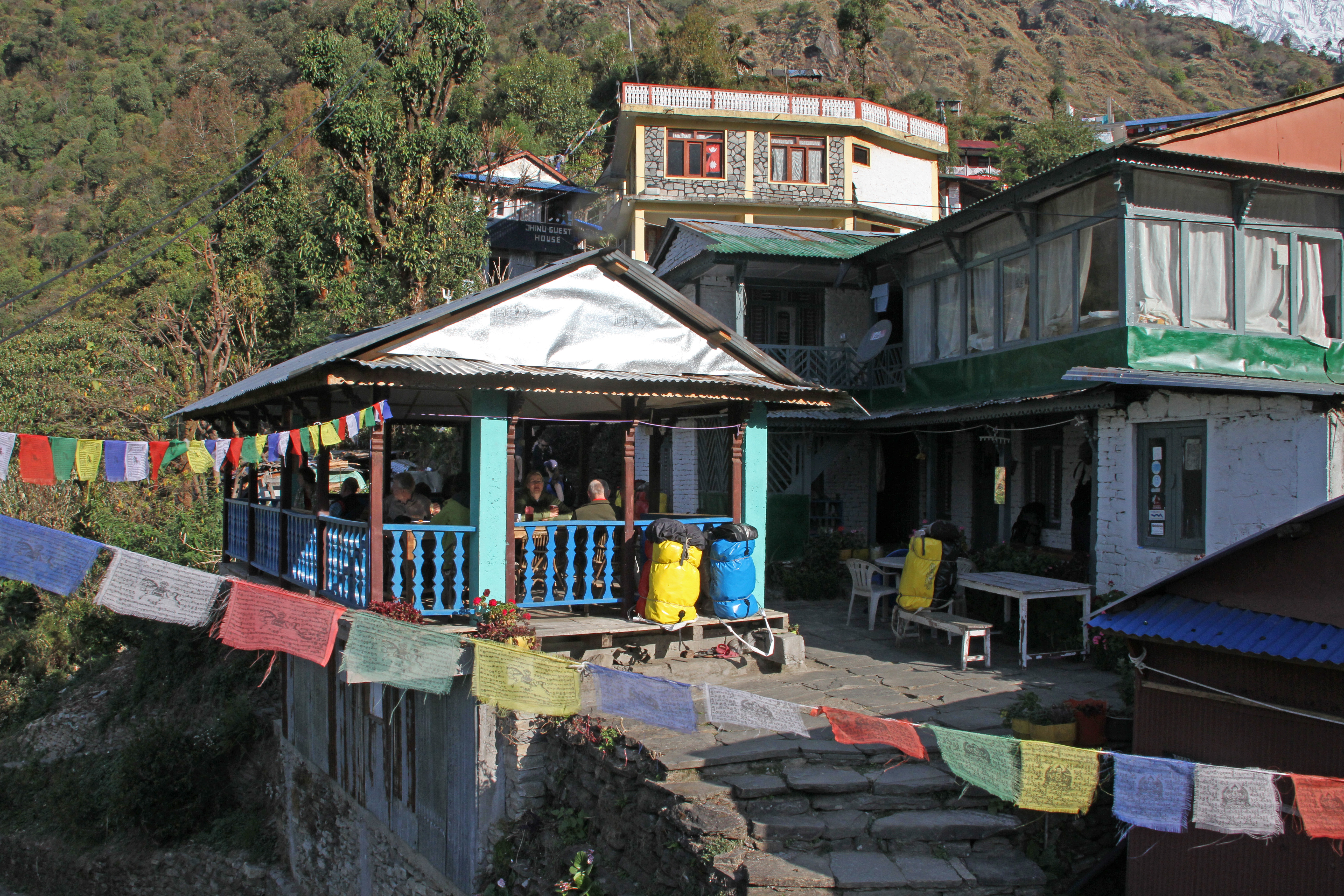
Jhinudanda
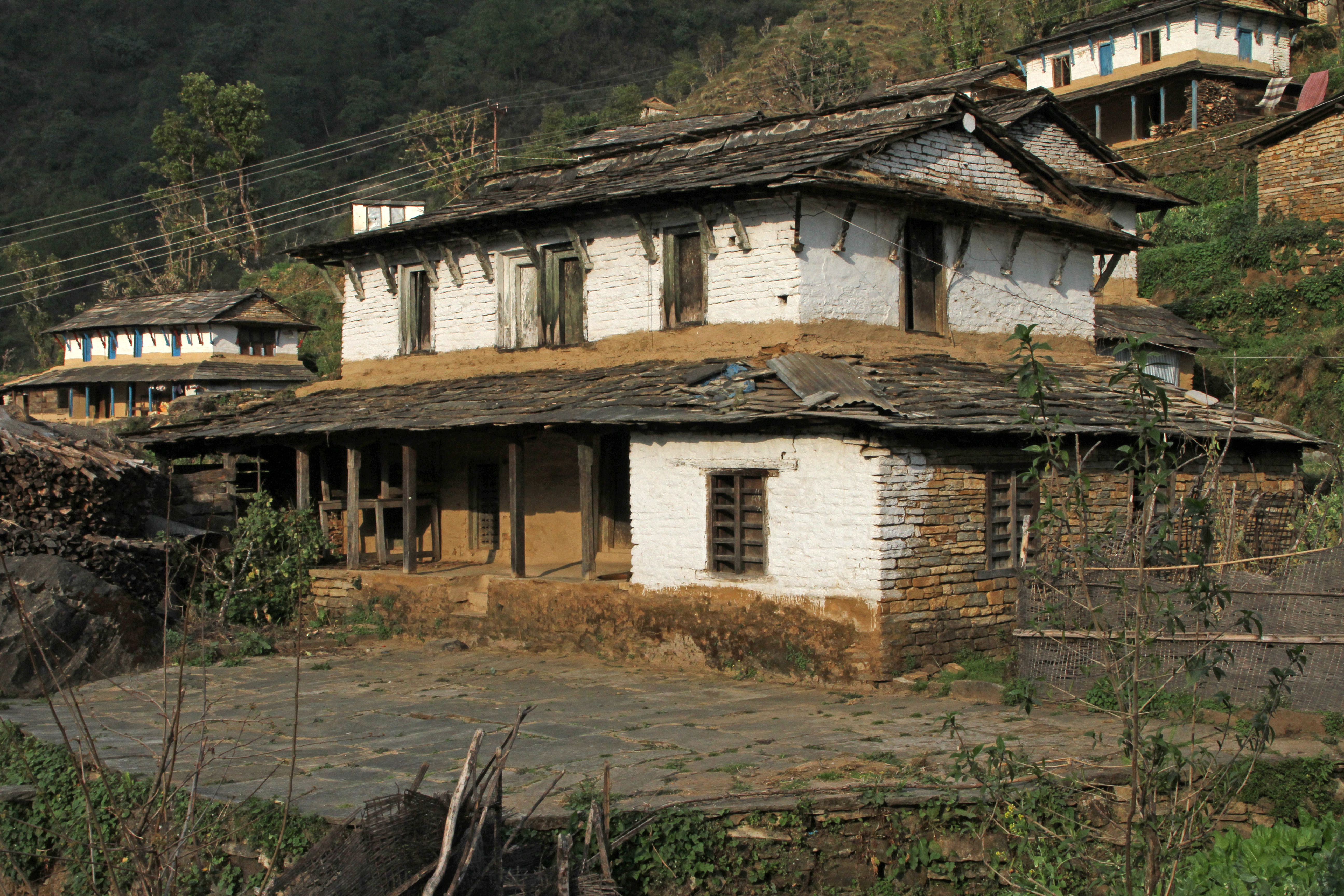
Landruk
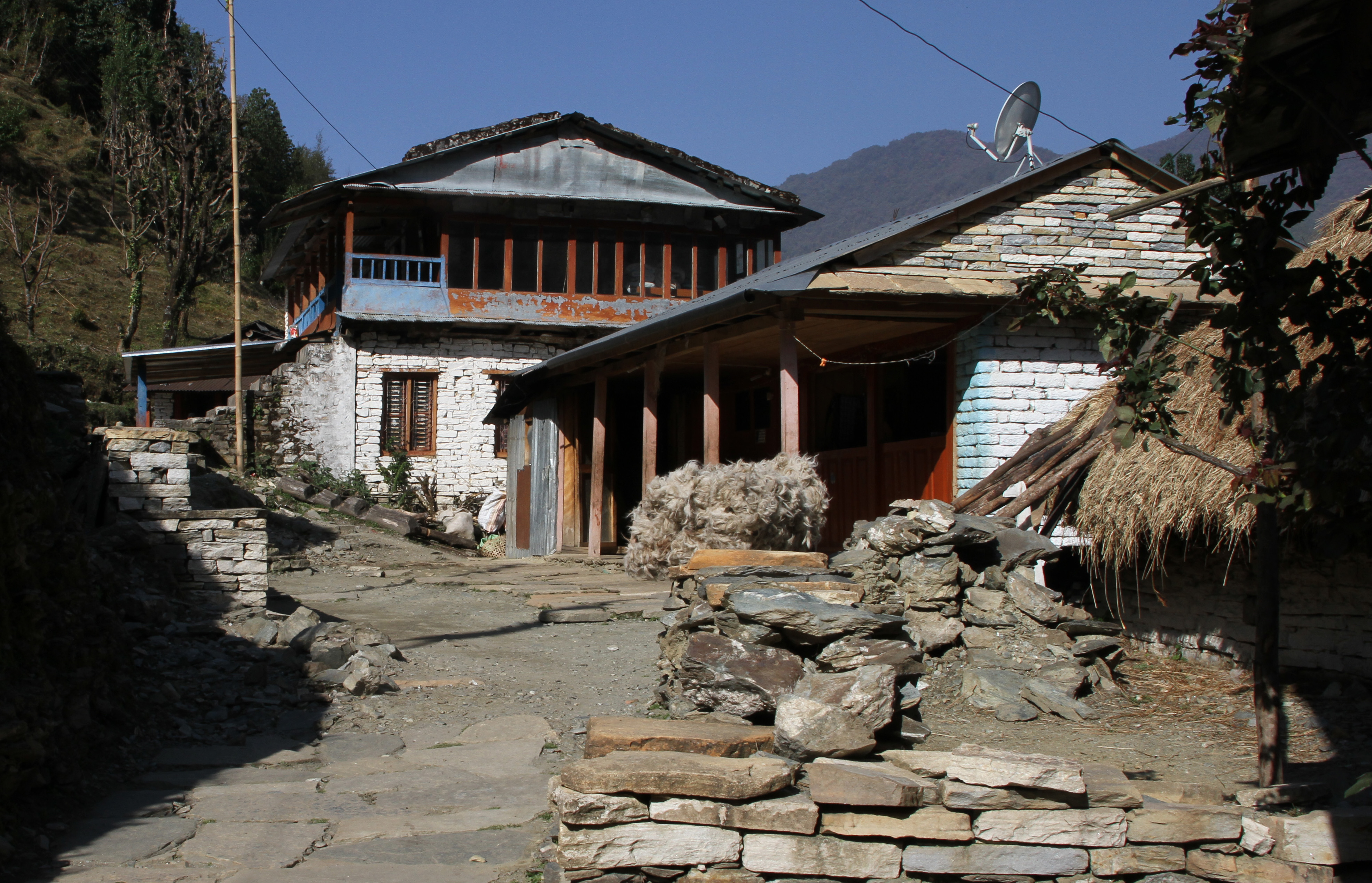
Tolka